# Магнетизёр (повесть)
«Магнетизёр. Семейная хроника» (Der Magnetiseur) — повесть Э. Т. А. Гофмана из дебютного сборника «Фантазии в манере Калло» (1814). В этом рассказе Гофман, по собственному признанию, поставил себе задачу приоткрыть «тёмную сторону» стремительно входившего в моду учения о «животном магнетизме», или месмеризма. Повесть выделяется необычайно сложной для своего времени структурой и трагической концовкой, в которой гибнут все персонажи, кроме демонического магнетизёра.
Через несколько лет Гофман вернулся к не отпускавшему его сюжету повести и пересказал его в более оптимистическом ключе — в новелле «Зловещий гость» из сборника «Серапионовы братья».

## Сюжет
«Сны — пеной полны»
В замке старого барона хозяин дома, его сын Отмар и художник Бикерт ведут беседу о значении сновидений. Барон и художник представляют старшее поколение, исповедующее рационализм Просвещения. Для них сны — лишь пена на поверхности жизни. Бикерт с позиций материализма рассуждает о том, что внутренняя жизнь человека есть отражение жизни внешней, а сны подобны вогнутому зеркалу, которое «нередко воспроизводит фигуры и образы в весьма неожиданных пропорциях, отчего те кажутся странными и незнакомыми».
Младшее поколение в лице Отмара отстаивает высший смысл сновидения, во время которого «мы не просто предугадываем, но и познаем явления обычно сокрытого от нас мира духов и даже воспаряем над временем и пространством». «Мне чудится, будто я слышу речи твоего друга Альбана», — бесцеремонно отметает суждения сына барон. Он вспоминает, как в этот же день (9 сентября) много лет назад с ним произошло нечто, запомнившееся ему на всю жизнь.
(Рассказ барона). Барон вспоминает, как во время учёбы в дворянском лицее попал под магнетическое влияние некого датского майора. В ночь на 9 сентября ему пригрезилось, что демонический майор вошёл в своём красном мундире в его комнату и вонзил ему в мозг «какой-то раскалённый инструмент», сопровождая эту процедуру словами:

«Признай же наконец своего владыку и повелителя! К чему ты мечешься, тщетно пытаясь вырваться из кабалы! Я — твой бог, я вижу тебя насквозь, а всё, что ты скрываешь или пытаешься сокрыть в своей душе, лежит передо мною как на ладони. А дабы впредь ты не осмеливался даже усомниться в моей власти над тобой, о жалкий червь, я сейчас самым зримым образом проникну в сокровенную мастерскую твоего разума».
Пробудившись в ужасе, барон выглянул в окно и заметил, что майор спешит за ворота в поле. Комната майора оказалась запертой изнутри. Когда дверь взломали, то обнаружили труп майора «с жутким остекленевшим взором и кровавой пеной на губах».
В ответ на рассказ отца, чтобы продемонстрировать целительную силу магнетического внушения, Отмар рассказывает историю из собственной студенческой жизни.
(Рассказ Отмара). Это история дружбы Альбана, который теперь живёт в замке барона, с Теобальдом, увлечённым спиритуализмом. Посвятив Альбана в тайны учения Месмера, Теобальд отправляется к своей невесте, дабы связать себя узами брака. Из поступающих писем Альбану становится известно, что друг впал в депрессию и находится на грани помешательства, поскольку его суженая сходит с ума по некому итальянскому офицеру, который проездом побывал в её доме во время отсутствия Теобальда. «C той поры бедняжку неотступно преследовали видения, будто он истекает кровью в страшном бою, падает на землю и, умирая, зовёт ее, отчего у неё началось настоящее помрачение рассудка и она даже не узнала Теобальда, когда тот вернулся, надеясь заключить в объятия счастливую невесту».
Альбан берётся помочь другу. При помощи магнетизма он подчиняет себе сознание девушки и заставляет её забыть об итальянце. Теперь она грезит ночами только о Теобальде.
Чинная беседа прерывается глубоким обмороком присутствующей тут же дочери барона — Марии. В комнату входит магнетизёр Альбан и верно предсказывает, что Мария проснётся ровно в шесть утра. «Оставь меня, страшный человек», — успевает пробормотать девушка перед тем, как погрузиться в сон. Восхищённый художник сравнивает магнетизера со Сведенборгом и Калиостро, тогда как барону Альбан всё больше напоминает датского майора.
Письмо Марии к Адельгунде
Далее повесть принимает эпистолярную форму. Письмо Марии адресовано сестре её жениха, графа Ипполита, который сражается с наполеоновской армией. Несмотря на заверения в верности Ипполиту, письмо Марии состоит из потока восторгов по поводу Альбана — её «наставника и повелителя». Приведённый отрывок не оставляет сомнений, что и Отмар и Мария полностью подчинены воле магнетизёра — послушные марионетки в его руках.
Письмо Альбана к Теобальду
Ключевая, по мнению Гофмана, часть повести. Здесь раскрываются сокровенные мысли загадочного магнетизёра. Альбан рассматривает магнетизм как способ проникнуть в тайны природы и чужой души. Техника психического манипулирования даёт ему сладостную власть над другими людьми. Здесь чувствуется предвестие идей Ницше:
Любое существование есть борьба и исходит из борьбы. Непрерывно возвышаясь, более могущественный одерживает победу, и, покоряя вассала, он умножает свою силу. Стремление к господству есть стремление к божественному, и ощущение власти повышает степень блаженства пропорционально своей силе.
«Сверхчеловек» не скрывает своего циничного намерения влюбить в себя Марию, сломив её волю с помощью техники гипноза, и с нетерпением ожидает возвращения из армии Ипполита, дабы вступить с ним в соперничество за душу и сердце Марии: «Полностью втянуть Марию в своё „я“, всё её существо и бытие столь тесно переплести с моими, чтобы отрыв от меня стал для неё гибельным, — таковы мои помыслы».
«Одинокий замок»
Элегическое повествование в первом лице. Составитель «Фантазий в манере Калло» (в других повестях именуемый «странствующим энтузиастом») прибывает в заброшенный замок барона и присутствует на похоронах Бикерта, который последние три года жил там один в качестве кастеляна. В его последних работах «чаще всего повторялось отвратительное изображение дьявола, подглядывающего за спящей девушкой».
Рассказчику не терпится разобраться в судьбах обитателей замка. Поселившись в замке (в качестве представителя нового владельца), он принимается разбирать бумаги покойного Бикерта. Из попавших в его руки документов он и составляет текст повести.
Из дневника Бикерта
Отрывки из дневника Бикерта вкратце повествуют об уничтожении семейства барона. Мария упала замертво, когда Ипполит повёл её к алтарю. Безутешный жених винит в её смерти магнетические происки Альбана, который скрылся из замка. Ипполит вызывает на поединок Отмара, поскольку именно тот ввёл «сатану» в семейство барона. На дуэли Ипполит был убит. Отмар ушёл на войну и погиб. Узнав об этом, умер от горя старый барон. Случилось это в роковой для него день, 9 сентября.

## Историческая подоплёка
Месмеризм, зародившийся в эпоху Просвещения, вновь привлёк к себе всеобщее внимание в эпоху романтизма. В новейшей версии «учение о животном магнетизме соединялось с оккультными практиками ясновидения, сомнамбулизма и гипноза». Немецкие писатели не скрывали интереса к возможностям магнетизма. Так, Жан Поль (автор предисловия к «Фантазиям в манере Калло») излечил этим способом зубные боли жены, тогда как Шеллинг потерпел фиаско в лечении своей падчерицы. Берлинская академия требовала запретить новомодное учение как шарлатанство, однако это решение заблокировали лейб-медик Гуфеланд, канцлер Гарденберг и министр Гумбольдт.
«Магнетизёр» стал откликом Гофмана на тему, столь занимавшую его современников. Повесть писалась как предостережение против «тёмных сторон» месмеризма. Автора ужасает перспектива вторжения в чужую душу и насильного подчинения чужой воли, означающая полную утрату своего «Я». В побуждениях магнетизёра для Гофмана самым очевидным является «гибридное наслаждение властью» над другими. Сочетание сенсационного повествования о возможностях гипноза с теоретическими рассуждениями первым опробовал Шиллер (также лечившийся магнетизмом) в своём незавершённом романе «Духовидец». Гофман использовал эту форму, чтобы показать, как демоническая власть магнетизёра способна привести к истреблению целого семейства.
Среди знакомых Гофмана ещё в бамбергские годы были врачи, использовавшие магнетизм как средство лечения. Писатель посещал госпитали для наблюдения за душевнобольными и лунатиками. Дружеские отношения связывали его с Д. Ф. Корефом — ведущим пропагандистом идей Месмера в Берлине, а потом и в Париже. Собственные наблюдения не оставляли у Гофмана сомнений в реальности психических явлений, открытых доктором Месмером. В рассказе «Пустой дом» (где Кореф фигурирует под именем доктора К.) он определяет магнетизм как «влияние чуждого духовного принципа, которому мы вынуждены безвольно покоряться».

## Влияние
Один из первых опытов художественного осмысления месмеризма вызвал большой интерес в Европе, особенно континентальной. Русский перевод (под названием «Что пена в вине, то сны в голове») предпринял в 1827 году поэт Дмитрий Веневитинов. В 1830 году начал печататься роман Погорельского «Магнетизёр», оставшийся незавершённым. Литературоведы находят влияние «Магнетизёра» во многих русских фантастических повестях пушкинского времени (например «Кто же он?» Н. А. Мельгунова и «Уединённый домик на Васильевском» В. П. Титова).
Презирающий мораль Альбан произвёл большое впечатление на молодого Достоевского, который писал брату: «Ужасно видеть человека, у которого во власти непостижное, человека, который не знает, что делать ему, играет игрушкой, которая есть Бог». Когда Достоевский опубликовал в 1847 году повесть «Хозяйка», современники увидели в ней очередное предостережение об опасностях магнетизма: таинственное влияние «колдуна» Мурина на Катерину очень напоминает магнетическое подчинение Марии магнетизёру в повести Гофмана. По наблюдению С. Родзевича, действие обеих повестей «зиждется на существовании людей, одарённых могучей психической силой, которой они пользуются для злых целей». Л. П. Гроссман видит в циничном своевольце Альбане предшественника Раскольникова и Ставрогина, чья проповедь сверхчеловека приводит к столь же катастрофическим последствиям.
Одним из ближайших друзей Гофмана был Адольф Вагнер, дядя знаменитого композитора, который написал по одной из повестей Гофмана либретто оперы «Тангейзер». Видный музыковед Р. Бринкман предположил, что мистическое воздействие Голландца на Сенту в опере «Летучий голландец» (1841) восходит к разрушительной привязанности Альбана к Марии. Подобные отношения необъяснимого, «магнетического» подчинения одного персонажа другому присутствуют во многих операх Вагнера.

## Избранная библиография
- Гофман, Э. Т. А. Что пена в вине, то сны в голове / Пер. В. <Д. и А. Веневитиновых> // Московский вестник. — 1827. — № 5. — С. 244—301.
- Гофман Э. Т. А. Что пена в стакане — то сны в голове / Пер. Д. и А. Веневитиновых // Веневитинов Д. В. Полное собр. соч.. — М.—Л.: Academia, 1934. — С. 176—184, 452—471. — 547 с. Часть текста, переведённая Д. Веневитиновым, в данном издании печатается по рукописи, которая помогла устранить многочисленные коррективы, внесённые редакцией «Московского вестника». Часть текста, переведённая А. Веневитиновым, даётся по журнальной публикации.
- Гофман Э. Т. А. Магнетизёр / Пер. Н. Фёдоровой // Собр. соч.: В 6 тт.. — М.: Худож. лит-ра, 1991. — Т. 1. — С. 154—189. — 514 с.
- Гофман Э. Т. А. Магнетизёр. Семейная хроника. Сны — это пена / Пер. Д. и А. Веневитиновых // Песочный человек: Сб.. — М.: Текст, 1992. — С. 41—64. — 272 с. — (Волшебный фонарь). Текст публикуется по Полному собранию сочинений Д. Веневитинова. Перевод названия изменён редакторами сборника.